# Devadata
Devadatta ("Diosdado" en sánscrito y palí) o Daibadatta (en japonés) era un monje budista, primo de Sakiamuni Buda, quien ―después de la iluminación de este―, lo siguió como monje pero más tarde ―apoyado por la comunidad budista y llevado por el deseo de popularidad― se convirtió en su enemigo.
En castigo de su acción perdió la fuerza mágica y al verse reprendido por Buda acudió a toda clase de argucias y estratagemas para combatirlo, pero viendo la inutilidad de sus esfuerzos acabó por desistir de su empeño y se arrepintió de lo hecho.
Según otra tradición no quiso ceder y fue condenado a los martirios del infierno Avīci.

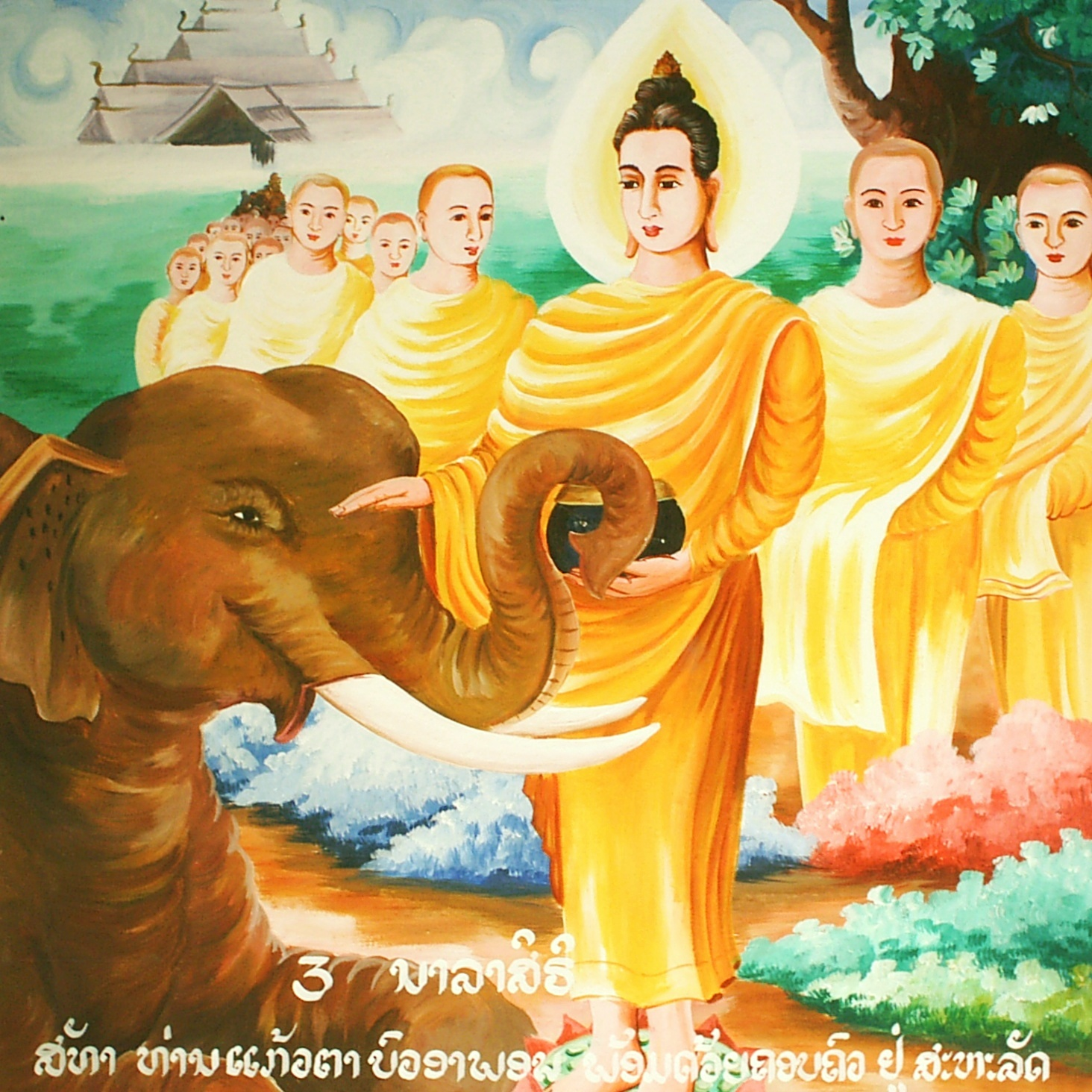
Buda con el elefante Nalagiri

Devadata era uno de los hermanos menores de Ananda (según algunos escritos) y hermano mayor de este (según otros). Su padre fue Dronodana o Amritodana. En las escrituras budistas es descrito como un hombre de máxima perversidad que trató de matar a Shakyamuni Buda y que perturbaba a la Orden budista. Cuando ambos eran jóvenes, anteriormente a que Shakyamuni se embarcara en una vida religiosa, se dice que Devadatta mató a golpes un elefante blanco que Shakyamuni le había regalado. Devadatta también había sido un rival por la mano de Yashodhara, quien eventualmente se casó con Shakyamuni. Más tarde Devadatta renunció a la vida secular y se convirtió en uno de los discípulos de Shakyamuni.
La arrogancia de Devadatta lo llevó a que sus celos hacia Shakyamuni crecieran más y más, por lo que decidió luchar para robarle la posición de Buda. Fomentó la división dentro de la Orden budista, llevándose consigo a un cierto número de monjes. También alentó a Ayata Satru ―príncipe de Magadha― a derrocar a su padre el rey Bimbisara, que era patrocinador de Shakyamuni. Con el nuevo rey apoyándolo, Devadatta realizó varios intentos para matar a Shakyamuni. Como resultado de sus actos perversos se dice que Devadatta cayó en el infierno en vida. En el capítulo Devadatta (número veinte del Sutra del loto), Shakyamuni reveló que en alguna existencia anterior había aprendido el Sutra del loto de un profeta llamado Asita, y que este profeta ahora era Devadatta. También predijo que Devadatta alcanzaría la iluminación como un Buda llamado Rey Celestial. Nichiren (1222-1282) toma esta predicción como un ejemplo para ilustrar que personas perversas tienen el potencial para iluminarse
.